# Iguana (film)
Pour plus de détails, voir Fiche technique et Distribution.
Iguana est un film américain réalisé par Monte Hellman, sorti en 1988. C'est l'adaptation du roman du même nom de Alberto Vázquez-Figueroa.

## Fiche technique
- Titre français : Iguana
- Réalisation : Monte Hellman
- Scénario : Steven Gaydos, Monte Hellman et David M. Zehr, d'après le roman éponyme de Alberto Vázquez-Figueroa
- Pays d'origine :  États-Unis
- Format : couleur - 1.85:1 - Dolby - 35 mm
- Genre : film d'aventures
- Durée : 88 minutes
- Date de sortie : 1988

## Distribution
- Everett McGill : Oberlus
- Michael Bradford : le marin à la barbe blanche
- Roger Kendall : Roger
- Robert Case : le marin borgne
- Fabio Testi : Gamboa
- Jack Taylor : le captaine de l'Old Lady II
- Maru Valdivielso : Carmen
- Pierangelo Pozzato : Rodrigo
- Alessandro Tasca : le prêtre au funéraille
- Fernando Cebrián : Ibarra
- Charly Husey : le zombie
- Michael Madsen : Sebastián
- Guillermo Antón : Alberto